# 奧迪球場
奧迪球場（英語：Audi Field）是位於美國華盛頓哥倫比亞特區的足球專用體育場。本球場為美國職業足球大聯盟球隊華盛頓特區聯和國家女子足球聯賽球隊華盛頓精神的主場。

## 外部連結
- 官方网站
- 奧迪球場（页面存档备份，存于）在華盛頓特區聯網站